# Cerro Agulhas Negras
El cerro Agulhas Negras o Agujas Negras (en portugués: Pico das Agulhas Negras) es la octava montaña más alta de la República Federativa del Brasil siendo su pico de 2793 metros sobre el nivel del mar. Se encuentra al sureste del país, entre los estados de Río de Janeiro y Minas Gerais. Es la cumbre más alta del macizo de Itatiaia, en la Serra de Mantiqueira.

## Localización
Este cerro está situado en la parte más alta del Parque nacional de Itatiaia, en la línea divisoria de los estados de Río de Janeiro y Minas Gerais formando parte de la cordillera de Mantiqueira.

## Medición de altitud

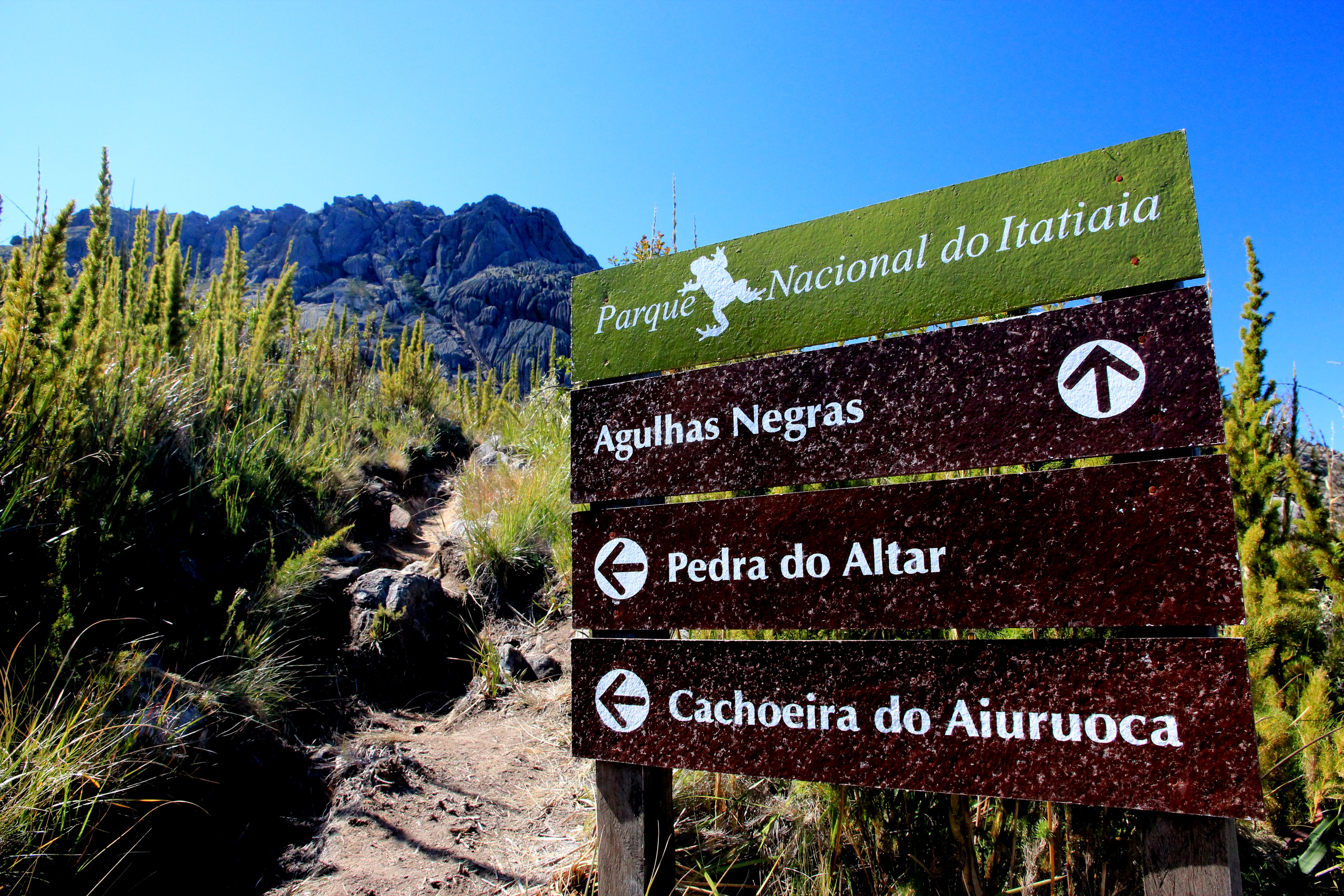
Pico del cerro Agulhas Negras

El cerro de Agulhas Negras fue considerado, en cuanto a altitud se refiere, el cuarto pico más elevado del Brasil hasta el inicio del año 2000 cuando el geógrafo Lorenzo Baggini realizó una medición por medio de GPS; comprobó que existían picos más elevados que éste, como el cerro Pedra da Mina. Después a través de las mediciones hechas por el Instituto Geográfico Militar del Brasil (IME), en el año 2004, se confirmó en forma oficial las altitudes de los picos o cerros del territorio brasileño.

## Parque nacional
El cerro se encuentra dentro del Parque nacional de Itatiaia que es el más antiguo del Brasil fundado en 1937 por el entonces presidente de la república; Getúlio Vargas. Dentro del parque se puede encontrar montañas con más de 2000 metros sobre el nivel del mar que mantienen una fauna y una flora variada debido a las condiciones clímaticas del lugar.

## Clima
En lo máximo de la cumbre, las temperaturas mínimas alcanzan los diez grados bajo cero durante los meses de invierno austral. Las lluvias y las temperaturas disminuyen dejando así un lugar seco y frío en un país localizado en un área de 93 % de clima tropical observándose así fenómenos de heladas y nevadas sobre los campos y las plantas. En el año 1985, ocurrió una gran precipitación de nieves siendo esta la tercera más grande en las estadísticas del país de este tipo de nevadas.